# Qaidam

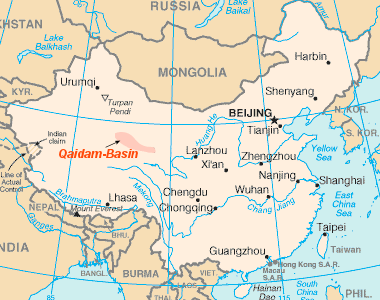
Situation du bassin du Qaidam

Le bassin du Qaidam, ou du Tsaïdam (Mongol cyrillique : Цайдам ; tibétain : ཚྭའི་འདམ་, Wylie : tshwa'i 'dam, littéralement : « marais salé » ; chinois simplifié : 柴达木盆地 ; chinois traditionnel : 柴達木盆地 ; pinyin : cháidámù péndì), est une région désertique du nord-est du plateau du Tibet, située dans la Préfecture autonome mongole et tibétaine de Haixi de la province  du Qinghai en République populaire de Chine, dont une partie est appelée Amdo par les tibétains. Son nom provient probablement de tsa'i dam, qui signifie en mongol et en tibétain, « marais salé ».

## Géographie

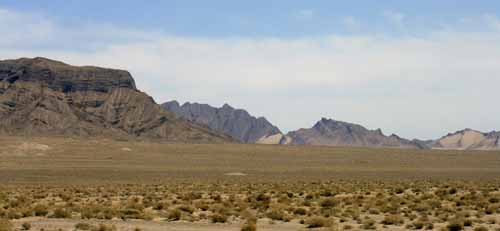
Paysage typique de steppe désertique sur la bordure nord du bassin du Qaidam

Le bassin du Qaidam se situe à une altitude comprise entre 2 600 et 3 300 m, sur le plateau du Qinghai-Tibet, et est entouré de chaînes montagneuses dont certaines atteignent 6 000 m d'altitude. Il est limité au sud par les monts Kunlun, au nord par l'Altun Shan (ou Altyn-Tagh) et le Nan Shan, et s'étend à l'est jusqu'aux voisinages du lac Kokonor. D'est en ouest, il mesure environ 850 km, et du nord au sud environ 300 km.
Le plus grand lac du bassin de Qaidam est le Dabsan Hu, au nord de la ville de Golmud. La teneur en sel des lacs du bassin du Qaidam est telle qu'il forme une croûte épaisse à surface, faisant en sorte que les lacs ne sont souvent pas perçus comme tels. Le sel de ces lacs, en particulier au nord de la ville de Golmud, fait l'objet d'une exploitation industrielle à grande échelle.
Les principales villes sont Golmud, Delingha et Da Qaidam.

## Climat

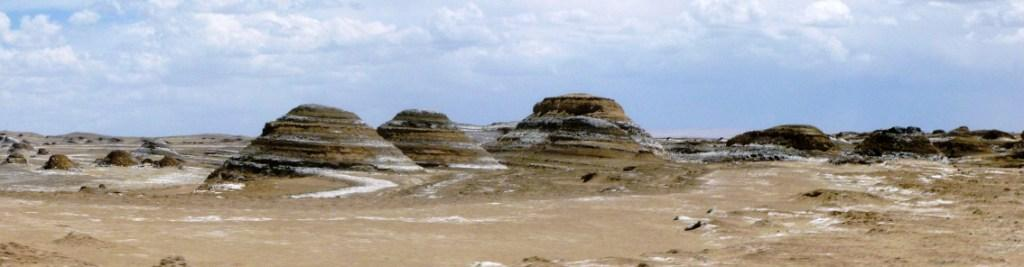
Yardangs du désert du Qaidam

En raison de son altitude élevée et de sa grande distance à la mer, le bassin du Qaidam possède un climat continental. Les hivers sont longs et très froids, et les vents de sable sont nombreux au printemps. Les chaînes de montagnes faisant obstacle à l'arrivée des pluies, certaines parties du bassin comptent parmi les régions les plus arides de la Chine. La température moyenne à Golmud est de 4,9 °C, et les précipitations annuelles de 40 mm.

## Histoire
Une section alternative de la branche sud de la route de la soie traverse le bassin du Qaidam,. Des fouilles archéologiques récentes suggèrent que cette route aurait, il y a 1 500 ans, été plus prospère que celle passant par le Corridor du Hexi dans la province du Gansu.
À partir du 16 novembre 2014 a commencé la plus haute ligne à grande vitesse du monde, qui relie les plaines situées à l'Est et à l'Ouest du plateau tibétain, suivant l'ancienne route de la soie. Il est parallèle à la ligne à grande vitesse Lanzhou-Ürümqi, également appelée chemin de fer Lanzhou-Xinjiang qui passe par le corridor du Hexi. Il a été construit en deux phases. une première reliant le Gansu au Qinghai, une seconde reliant le Qinghai depuis Golmud au Xinjiang à Korla sur une longueur de 1 213 kilomètres

## Population
Le développement de l'activité, principalement liée aux ressources minérales de la région, a entraîné un accroissement important de la population : elle est passée de 10 000 à 270 000 habitants entre 1946 et 1986.
Les populations nomades vivant dans le bassin sont constituées à la fois de tibétains et de mongols. Dans les régions les plus désolées, au climat particulièrement aride, seuls les nomades mongols sont présents, car leurs animaux (chameaux, chevaux, moutons à queue grasse) supportent bien les conditions difficiles, contrairement aux yaks et aux moutons des nomades tibétains.
En 1999, la Banque mondiale avait proposé un projet visant à relocaliser près de 60 000 fermiers chinois autour de l'oasis de Xiangride (district de Dulan), projet qui fut abandonné car il présentait « le risque de détruire la culture bouddhique propre à cette partie occidentale de la Chine »,,. Selon le Comité Canada Tibet, « les Canadiens
d’origine tibétaine et les défenseurs de la cause tibétaine » pensent que la Chine veut résoudre ses problèmes énergétiques aux dépens des ressources pétrolières et gazières du Tibet, tout en  accélérant le transfert de colons chinois, au détriment du fragile écosystème et du patrimoine culturel du Tibet.

## Économie

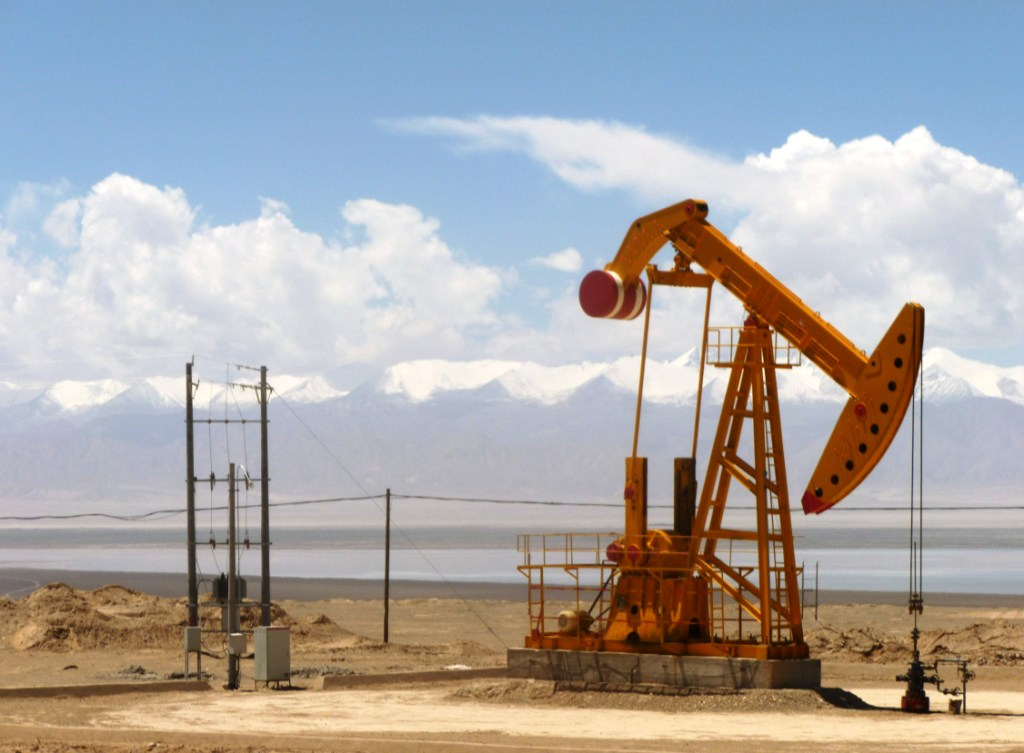
Puits pétrolier dans le bassin du Tsaidam

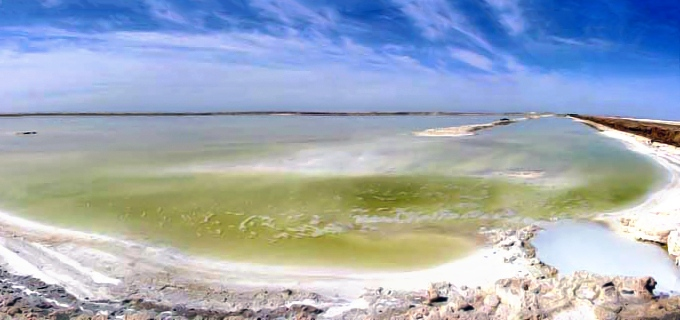
Grand lac salé dans le bassin du Qaidam

En raison de sa richesse en ressources minières, le bassin du Qaidam est qualifié de « bassin aux trésors ». Parmi ses nombreuses ressources minérales, les plus notables sont le pétrole, le gaz naturel, le charbon, le chlorure de sodium, le potassium, le magnésium, le plomb, le zinc et l'or, ainsi que d'importantes réserves d'amiante, de borax et de gypse.
Le Qaidam posséderait les plus grandes réserves de lithium, de magnésium, de potassium et de sodium de toute la Chine. Le lac de Qarhan contient soixante milliards de tonnes de sel. 22 champs pétrolifères y ont été découverts, avec des réserves estimées de 225 millions de tonnes, ainsi que 6 champs gazéifères, contenant 150 milliards de mètres cubes de gaz.

## Installations militaires
Des bases de missiles nucléaires stratégiques DF-4 seraient installées depuis les années 1980 près de Delingha et de Da Qaidam,,,.

## Honneur
L'astéroïde (199947) Qaidam porte son nom.